# Giovanni Giavazzi
Giovanni Giavazzi (Bergamo, 14 aprile 1920 – Bergamo, 30 giugno 2019) è stato un politico italiano, esponente della Democrazia Cristiana e già parlamentare europeo.

## Biografia
È stato eletto alle elezioni europee del 1979, e poi riconfermato nel 1984 per le liste della Democrazia Cristiana. È stato vicepresidente del gruppo del Partito Popolare Europeo, membro della Commissione economica e monetaria, della Delegazione per le relazioni con l'America Latina, della Commissione per gli affari istituzionali, della Delegazione per le relazioni con la Repubblica popolare cinese, della Delegazione per le relazioni con il Giappone.
Ha ricoperto molti incarichi pubblici quali, presidente della Provincia di Bergamo, del Credito Bergamasco per un decennio nonché presidente della Italcementi dal 1989 al 2004. e consigliere di Ciments Français e Sacbo, del Teatro alla Scala  e dell'Jacques Delors Institute di Parigi